# Messerermuseum Steinbach an der Steyr

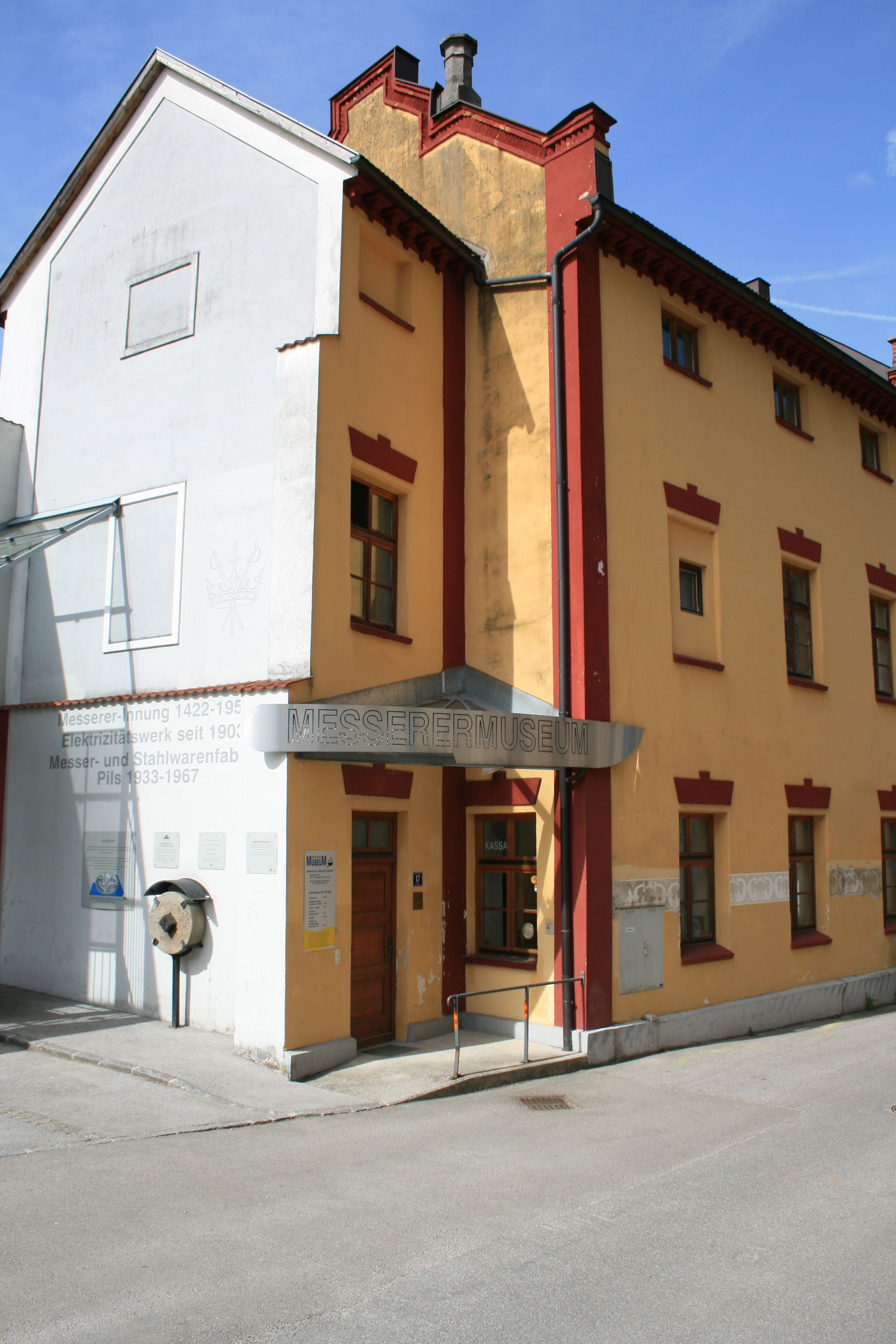
Das Messerermuseum

Das Messerermuseum in Steinbach an der Steyr zeigt die Geschichte der Messerer und Klingenschmiede.
Es wurde durch den „Verein Messerermuseum“ gegründet und im Zuge der dezentralen Oberösterreichischen Landesausstellung Land der Hämmer – Heimat Eisenwurzen 1998 als dauerhafte Ausstellung etabliert. In ihm wird das Handwerk der Messerer und Klingenschmiede, ihre Bedeutung für die Bevölkerung und die regionale Siedlungsentwicklung dargestellt. 
Im Frontgebäude der ehemaligen Messerfabrik Franz Pils & Söhne ist auf drei Etagen folgende Museumskonzeption umgesetzt:
Erdgeschoß: Messerherstellung
Obergeschoß 1: Leben der Messerer, deren Brauchtum und Vereinswesen
Obergeschoß 2: Historische Entwicklung, Messerer-Zunft, Handelsverbindungen, Zunft und Kirche

## Geschichte

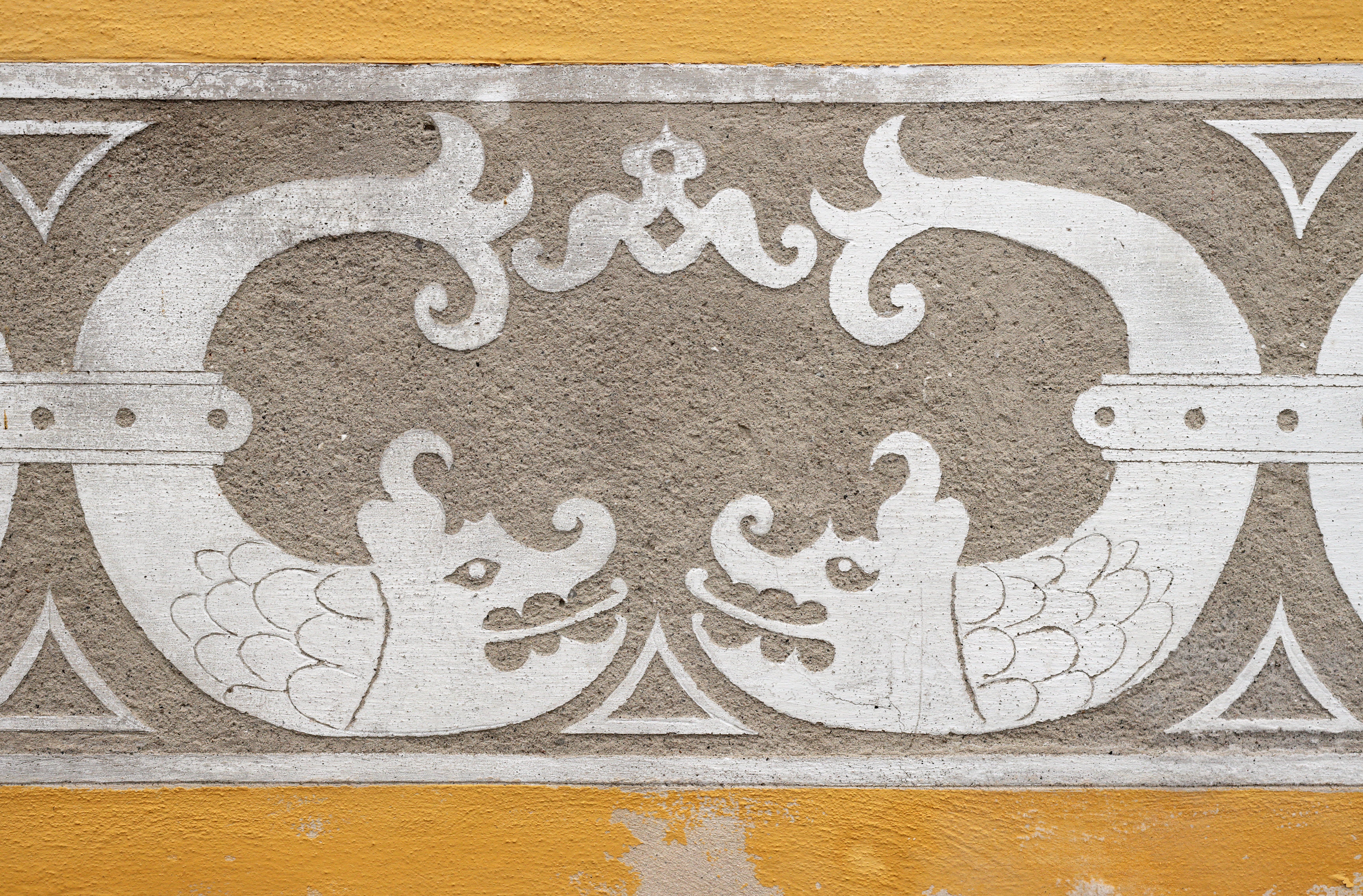
Detail des Sgraffito-Frieses an der steyrseitigen Fassade

An der Stelle des Museumsgebäudes Hochgasse 17 stand früher ein niedriges gemauertes Schleiferhäusel, welches zur angrenzenden Schleiferwerkstatt des Steinbacher Messererhandwerks gehörte. Das Häusel könnte so alt sein wie die Schleiferwerkstatt, welche bereits im Jahre 1477 als „Werchstat im Stainpach ob der Pruck“ schriftlich bezeugt ist. Auf der ältesten Abbildung aus dem Jahre 1692 ist das ebenerdige gemauerte Schleiferhäusel rechts der Brücke gut zu erkennen, daneben flussaufwärts die niedrigen Blockhütten der sieben Schleifen mit ihren unterschlächtigen Wasserrädern. Reste von Sgraffitoputz aus der 1. Hälfte des 17. Jahrhunderts an der West-, Nord- und Ostseite des Museumsgebäudes beweisen, dass dieses direkt auf den Mauern des alten Schleiferhäusels errichtet wurde. Laut Handwerksregister von 1704 wohnten im Schleiferhäusl der Meisterbote und mehrere Einwohner, wahrscheinlich Schleifer.
Im Rahmen der Hilfsaktion für notleidende Eisengewerbe wurde 1892/93 die alte baufällige Schleiferwerkstatt abgetragen und an ihrer Stelle ein modernes Fabriksgebäude mit einem ersten Stock erbaut. Damals erhielt auch das Schleiferhäusel einen ersten Stock. Im Erdgeschoß richtete sich die 1897/98 gegründete „Werksgenossenschaft der Messerschmiede in Steinbach-Grünburg“ eine Schmiede ein. 1910 ließ Messerermeister Georg Kerschbaumer auf das ehemalige Schleiferhäusel einen zweiten Stock aufbauen, wodurch dieses in das benachbarte Fabriksgebäude einbezogen wurde. Seine Firma bestand bis 1965. Die angrenzende Messerfabrik Franz Pils & Söhne pachtete 1933 das Erdgeschoß des jetzigen Museums dazu, benützte es als „Schmiede 2“ und kaufte das Haus schließlich 1956. 
Im ersten Stock waren Messererwerkstätten, dann Zwischenlager für die erzeugten Waren und ab 1960 das Büro des Betriebsrates und Aufenthaltsraum. Im zweiten Stock befand sich bis 1956 die Werkstätte des Messerermeisters Georg Kerschbaumer. Seit dem Konkurs der Firma Pils 1967 stand das Gebäude leer. 1971 ersteigerte Spenglermeister Anton Pressl das Gebäude und nützte es als Zweigstätte seines Betriebes.
Die Gemeinde Steinbach kaufte 1987 das Fabriksgebäude und ließ im Dezember 1990 dessen südlichen Teil abreißen, um Raum für Parkplätze zu schaffen. Das verbliebene zweistöckige Fabriksgebäude stand bis auf eine Wohnung leer, so überlegten sich aktive Heimatforscher, darin ein Messerermuseum zu errichten.  Auf einer Ausstellungsfläche von 200 m² (mit Stiegenhaus und Vorplatz) bot sich die Gelegenheit, am Originalschauplatz Lebensumstände und Arbeitswelt der Messerer zu präsentieren.